# Sivapithecus indicus
Sivapithecus indicus é uma espécie de primata extinto do género Sivapithecus.
Espécimes de Sivapithecus indicus, datadas de aproximadamente 12,5 a 10,5 milhões de anos de antiguidade (Mioceno), foram achadas no planalto de Pothowar, no Paquistão, bem como em partes da Índia.
O animal tinha quase o mesmo tamanho de um chimpanzé, mas a morfologia facial era a de um orangotango. Alimentava-se de frutas macias (detectado pelo padrão da arcada dentária) e era provavelmente arborícola.